# Il est né le divin enfant
Il est né le divin enfant est un chant de Noël populaire catholique, français, qui évoque directement la Nativité du Christ.
Le texte apparaît au début du XIXe siècle, dès 1818, et trouve sa place dans plusieurs recueils de cantiques dès la Restauration. 
Il s'agit vraisemblablement d'un contrafactum sur un timbre connu, puisque parmi les premières mentions, on trouve l'indication de le chanter sur l'air de Il est né, cet Enfant royal.
La mélodie est notée dès 1819.
Un arrangement pour orgue publié par Jean-Romary Grosjean dans un recueil d'airs de Noël lorrains (1862) identifie la mélodie comme un « ancien air de chasse ».
Selon François Pérennès dans son Dictionnaire de noëls (1867), il s'agit d'un « ancien noël lorrain ».
Selon Julien Tiersot (1886), la mélodie dérive d'un air de chasse français du XVIIe siècle, La Tête bizarde :
La mélodie syllabique, un peu trop sautillante si on la prend dans un mouvement vif, a cependant, avec son rythme à deux temps et sa gamme correspondant aux notes naturelles de la trompette, un air naïf et pastoral qui n'est pas sans grâce : on la prendrait volontiers pour un air de musette du temps passé ; il semble que la reconstitution du cadre traditionnel, le bocage vert arrosé par quelque joli ruisseau, lui rendrait sa fraîcheur primitive et son charme aujourd'hui un peu démodé. Cependant, dans un recueil moderne, nous lisons en tête du noël en question l'indication suivante : Ancien air de chasse ; et si nous nous reportons soit au Manuel complet de trompe de Thiberge, soit à la Méthode de trompe de chasse de Frontier, soit encore à la nouvelle méthode de trompe de Normand, nous trouvons en effet, au milieu de sonneries datées du temps de Louis XV, sous le titre de la Tête bizarde, un air tout semblable à celui du noël, à cette différence près que le rythme en est noté à six-huit. Le naïf et pastoral chant du Noël n'était qu'une sonnerie de cor de chasse !

## Paroles
Le chant résume l'accomplissement de la prophétie depuis quatre mille ans, annoncée par les prophètes de l'Ancien Testament, envoyés de l'Éternel. Le Christ s'est humilié lui-même et s'est fait chair, né dans une étable ; et des mages d'Orient viennent lui rendre visite.
Refrain :

Il est né le divin enfant

Jouez hautbois, résonnez musettes

Il est né le divin enfant

Chantons tous son avènement 

1. Depuis plus de quatre mille ans

Nous le promettaient les prophètes

Depuis plus de quatre mille ans

Nous attendions cet heureux temps

Ref.

2. Ah qu'il est beau, qu'il est charmant

Ah que ces grâces sont parfaites

Ah qu'il est beau, qu'il est charmant

Qu'il est doux ce divin enfant

Ref.

3. Une étable est son logement

Un peu de paille sa couchette

Une étable est son logement

Pour un Dieu quel abaissement

Ref.

4. Le sauveur que le monde attend

Pour tout homme est la vraie lumière

Le sauveur que le monde attend 

Est clarté pour tous les vivants

Ref.

(4). Partez, grands rois de l'Orient !

Venez vous unir à nos fêtes

Partez, grands rois de l'Orient !

Venez adorer cet enfant ! 

Ref.

(4). Il veut nos cœurs, il les attend :

Il est là pour faire leur conquête

Il veut nos cœurs, il les attend :

Donnons-les lui donc promptement ! 

Ref.

(4),. Ô Jésus ! Ô Roi tout-puissant

Tout petit enfant que vous êtes,

Ô Jésus ! Ô Roi tout-puissant,

Régnez sur nous entièrement ! 

Ref.

## Littérature
Joris-Karl Huysmans cite ce cantique dans En route (1895) :
Les vêpres étaient terminées ; l’harmonium préluda encore et toutes les voix des nonnes s’élevèrent, en bas, dans le chœur, en haut dans la tribune, chantant le vieux Noël : « Il est né le divin enfant ».

Il écoutait, ému par la naïveté de ce cantique [...]
Ferdinand Riant (1954) intitule une de ses nouvelles Il est né le divin enfant, ou La Tête bizarde